# 二段横蹴り
二段横蹴り（にだんよこげり、이단옆차기（イダンヨプチャギ）、Duble kick、Duble Sidekick）は、大韓民国の作曲家、音楽プロデューサーである。ヒップホップ歌手・MCモンのステージでラッパーとして活躍した「パク・ジャングン」と、米・バークリー音楽大学出身でR&Bグループ・ONE WAYメンバーの「Mikey」が結成したチームで、多数のヒット曲を手がけている。所属事務所は「ダブルキックカンパニー」。

## メンバー

### ジャングン
- 本名：パク・ジャングン（박장근・朴長根）
- 生年月日：1981年12月29日（43歳）
- 身長/体重：171cm/65kg

### Mikey
- 本名：キム・ジョンスン（김정승・金正勝）
- 生年月日：1986年10月22日（38歳）
- 身長/体重：178cm/64kg

## プロジェクトアルバム
- Vol.1「When I look at myself」
- Vol.2「涙」

## 提供楽曲
- MBLAQ「戦争だ (전쟁이야)」、「100％」
- ペク・ジヨン「Good Boy」
- SISTAR「Miss Sistar」、「Loving U」、「Give It To Me」、「The Way You Make Me Melt (넌 너무 야해)」、「A Week (일주일)」、「Hey You」、「Lead Me」、「Holiday」、「Naughty Hands (나쁜손）」、「I Swear」
- Eru「ミウォヨ（I Hate You）」、「アプジマ（苦しまないで）」
- B.A.P「대박사건 (Crash) （大当たり事件）」、「하지마 (Stop It) （やめて）」
- Zia「ヌンムリ トゥッ（涙がぽろり）」
- ZE:A「Love Is Gone」
- DMTN「E.R」、「Safety Zone」
- The SeeYa「毒薬（독약：Poison)」
- Ailee「폭풍속으로（嵐の中で）」
- A Pink「Mr.Chu」、「Good Morning Baby」
- T-ARA「남주긴 아까워 (I Don’t Want You)」
- T-ARA N4「田園日記」、「Can We Love」
- BESTie「Thank U Very Much」、「Hot Baby」、「「니가 필요해 (I Need You)」」、「Excuse Me」
- KARA「Live」、「マンマミーア!」「So Good」、「Melancholy (24/7)」、「Red Light」
- F-ve Dolls「짝１호」、「사랑한다? 안한다!（愛する? 愛さない!）」
- Girl's Day「Something」、「Darling」、「Hello Bubble」
- NSユンジ「If you love me」、「Yasisi」、「If I love you」
- Secret「I'm in love」
- ソン・ジウン「예쁜 나이 25살 (Twenty-Five)」
- チョン・ヒョソン「Good-night Kiss」（Seionとの共作）、「반해」
- ジヨン「1分1秒」
- G.NA「きれいな下着」
- K.Will「You Don't Know Love」
- Davichi「Turtle」

ほか